# Mrs. Winterbourne
Mrs. Winterbourne ist eine US-amerikanische Filmkomödie von Richard Benjamin aus dem Jahr 1996. Die Handlung basiert auf dem Roman „I married a Dead Man“ von Cornell Woolrich, der bereits im Jahr 1950 mit Barbara Stanwyck verfilmt wurde.

## Handlung
Die schwangere Connie Doyle wird von ihrem Freund, einem rüpelhaften Kleinkriminellen, buchstäblich auf die Straße geworfen. Mittellos und unentschlossen, was sie nun mit ihrem Leben anfangen soll, steigt sie in den nächstbesten Zug ein, wo Hugh Winterbourne im letzten Moment ihre Entlarvung als Schwarzfahrerin verhindert. Er nimmt Connie mit in sein Abteil und stellt sie seiner ebenfalls hochschwangeren Frau Patricia vor. Hugh geht für seine Frau ein Getränk besorgen, und die zwei Frauen beginnen eine angeregte Unterhaltung. Connie bewundert Patricias Ehering und darf ihn anprobieren. In diesem Moment verunglückt der Zug. Patricia und Hugh sterben, Connie wird ins Krankenhaus gebracht und dort wegen des Rings an ihrem Finger für Patricia gehalten, während ihres einwöchigen Komas wurde sie auch entbunden.
Nachdem Connie wieder genesen ist, nimmt die reiche Familie Winterbourne sie in ihr vornehmes Haus auf, da diese davon ausgeht, das Connie die Witwe von Hugh ist. Fasziniert vom unverhofften Luxus, aber auch von der Geborgenheit, die von Grace Winterbourne, der fürsorglichen und stolzen vermeintlichen Großmutter des Babys ausgeht, verschiebt Connie immer wieder das Geständnis ihrer wahren Identität. Schließlich verliebt sie sich auch noch in Bill Winterbourne, Hughs Zwillingsbruder, und dieser sich auch in Connie.
Als Connies Verlobung mit Bill in der Zeitung bekannt gegeben wird, erkennt Connies Ex-Freund Steve sie und versucht, sie zu erpressen. Allerdings ist ihm Connies Geld zu wenig und er verlangt von Connie an ihrem Hochzeitstag mit dem Kind bei ihm aufzutauchen, um es zu entführen und Lösegeld zu erpressen. Connie erscheint am nächsten Tag mit einer Waffe in der Hand. Allerdings ist Steve bereits tot. In diesem Moment kommt Bill herein, der vom Butler der Familie von Steves Aufenthaltsort erfahren hatte. Die beiden flüchten und Connie gesteht Bill alles. Da stellt sich heraus, dass Bill schon über sie Bescheid weiß, sie sprechen sich aus.
Bei der Hochzeit erfährt das Paar, dass Grace dabei ist, den Mord zu gestehen. Die ganze Familie Winterbourne versucht sich deshalb mit Tatgeständnissen zu übertreffen, dem Butler eingeschlossen. Tatsächlich hat aber die Polizei den tatsächlichen Täter bereits verhaftet, es war die letzte Freundin von Steve, da er sie, wie damals Connie, schwanger auf die Straße gesetzt hatte.
Connie berichtet Grace alles und dann heiratet Connie Bill mit ihrem richtigen Namen.

## Kritiken
Das Lexikon des internationalen Films schrieb, der Film „pendle unentschlossen“ zwischen den Genres und biete „unverbindliche Unterhaltung“. Die Darstellungen seien „achtbar“.

## Auszeichnungen
Shirley MacLaine wurde im Jahr 1997 für den Golden Satellite Award nominiert.

## Hintergrund
Der Film wurde unter anderen in New York City, in Boston und in Toronto gedreht. Seine Produktionskosten betrugen schätzungsweise 25 Millionen US-Dollar. Der Film spielte in den Kinos der USA ca. 10,07 Millionen US-Dollar ein.